# Supercoppa olandese 2023 (pallavolo maschile)
La Supercoppa olandese 2023, 32ª edizione della Supercoppa nazionale di pallavolo maschile, si è svolta il 15 ottobre 2023: al torneo hanno partecipato due squadre di club olandesi e la vittoria finale è andata per la decima volta alla Dynamo Apeldoorn.

## Regolamento
La formula ha previsto una gara unica.

## Squadre partecipanti
| Squadra          | Qualificazione                           |
| ---------------- | ---------------------------------------- |
| Dynamo Apeldoorn | Vincitrice Eredivisie 2022-23            |
| Lycurgus         | Vincitrice Coppa dei Paesi Bassi 2022-23 |

## Torneo
| 15 ottobre 2023 Omnisport Apeldoorn, Apeldoorn Durata: 1h:57 - Spettatori: 1 200 | Dynamo Apeldoorn | 3 - 2 | Lycurgus | 25-20, 25-23, 21-25, 24-26, 15-9 |